# Philippe Carcassonne

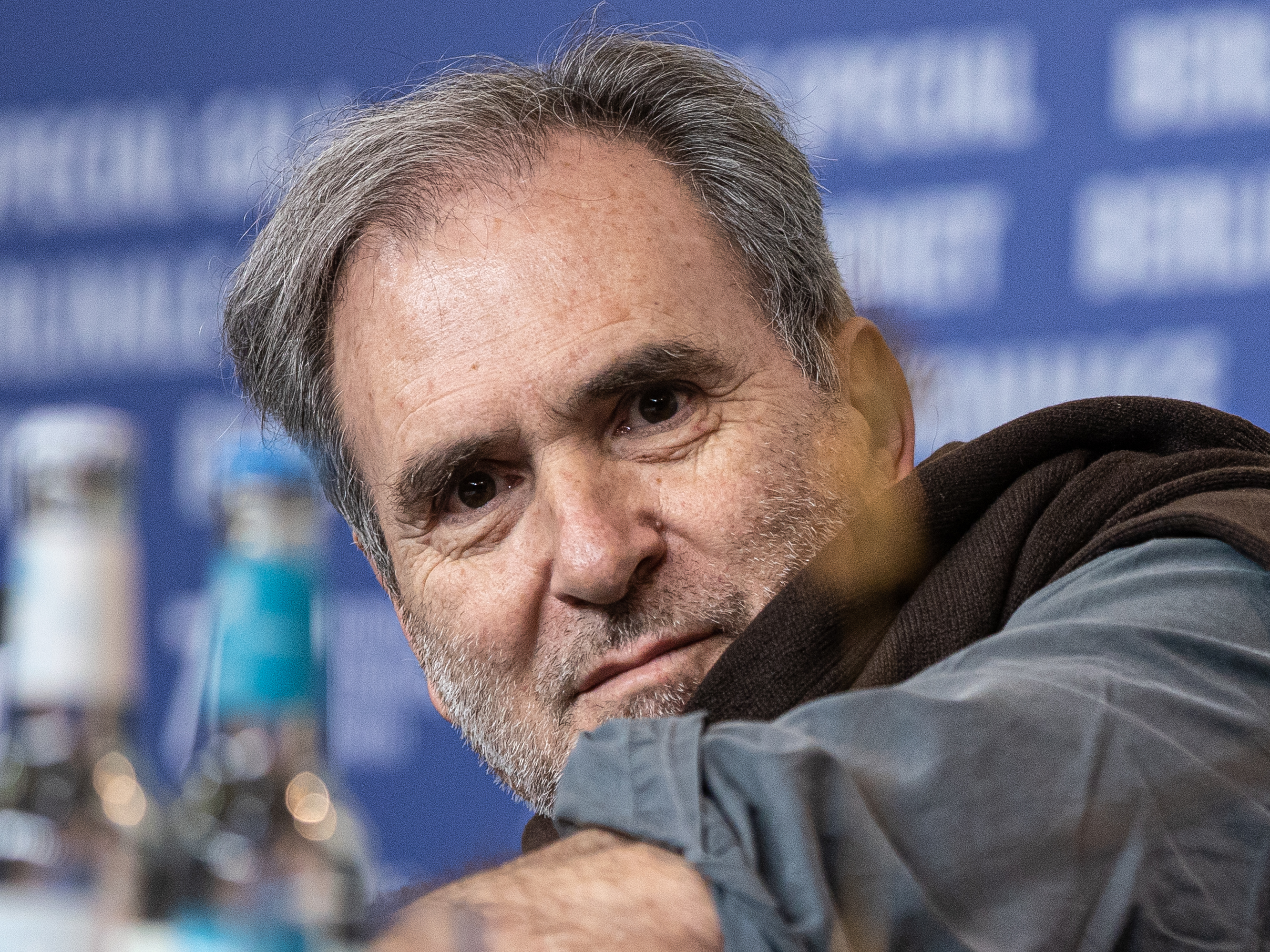
Philippe Carcassonne bei der Pressekonferenz von Bis an die Grenze im Rahmen der Filmfestspiele in Berlin im Februar 2020

Philippe Carcassonne (* 21. Februar 1955) ist ein französischer Filmproduzent.

## Leben
Philippe Carcassonne wurde 1955 geboren. Im Laufe seines Lebens produzierte er mit seinem Unternehmen Cinéa Filme von Patrice Leconte, André Téchiné, Claude Sautet, Benoît Jacquot und Jacques Audiard. Er produzierte auch die meisten Filme von der Regisseurin Anne Fontaine, mit der er verheiratet ist. Gemeinsam haben sie einen Jungen namens Tienne adoptiert.
Im Sommer 2021 wurde Carcassonne Mitglied der Academy of Motion Picture Arts and Sciences.

## Filmografie
- 1987: Die Unschuldigen (Les innocents)
- 1987: Ein unzertrennliches Gespann (Tandem)
- 1988: Alle Vöglein sind schon da
- 1988: Einige Tage mit mir (Quelques jours avec moi)
- 1989: Die Verlobung des Monsieur Hire (Monsieur Hire)
- 1989: Chimère
- 1989: Milch und Schokolade (Romuald et Juliette)
- 1990: Die Entzauberte
- 1990: Le bal du gouverneur
- 1990: Scheiß auf den Tod
- 1991: Keep It for Yourself (Kurzfilm)
- 1992: Ein Herz im Winter (Un coeur en hiver)
- 1993: Les histoires d'amour finissent mal... en général
- 1994: Der Lieblingssohn
- 1995: Augustin
- 1995: Der Beichtstuhl
- 1995: Jenseits der Wolken (Al di là delle nuvole)
- 1995: Das einsame Mädchen (La fille seule)
- 1995: L'aube à l'envers (Kurzfilm)
- 1996: Ridicule – Von der Lächerlichkeit des Scheins (Ridicule)
- 1996: Der Polygraph (Le polygraphe)
- 1997: Der siebte Himmel
- 1997: Eine saubere Affäre
- 1997: Marianne
- 1998: Ende August, Anfang September (Fin août, début septembre)
- 1998: Noël en famille (Kurzfilm)
- 1999: Augustin, Kung-Fu-König (Augustin, roi du Kung-fu)
- 1999: Franck Spadone
- 1999: Nur kein Skandal!
- 2000: Sabotage!
- 2001: Lippenbekenntnisse (Sur mes lèvres)
- 2001: Vater töten! (Comment j’ai tué mon père)
- 2001: Félix et Lola
- 2001: Tödliche Bekenntnisse
- 2002: Das zweite Leben des Monsieur Manesquier (L'Homme du train)
- 2002: Queenas
- 2002: Rue des plaisirs
- 2005: Entre ses mains
- 2006: Nouvelle chance
- 2008: Das Büro Gottes
- 2008: Das Mädchen aus Monaco (La fille de Monaco)
- 2008: Sur ta joue ennemie
- 2009: Coco Chanel – Der Beginn einer Leidenschaft (Coco avant Chanel)
- 2010: Tief in den Wäldern
- 2011: Le premier homme
- 2011: Mein liebster Alptraum (Mon pire cauchemar)
- 2012: Camille – Verliebt nochmal! (Camille redouble)
- 2013: Tage am Strand
- 2014: Gemma Bovery – Ein Sommer mit Flaubert (Gemma Bovery)
- 2014: Ohne jede Gnade – Im Reich der Camorra
- 2015: Floride
- 2015: Qui c'est les plus forts?
- 2017: Marvin
- 2017: 7 jours pas plus
- 2019: Weiß wie Schnee – Wer ist die Schönste im ganzen Land? (Blanche comme neige)
- 2020: Bis an die Grenze
- 2020: The Father
- 2024: Bolero

## Auszeichnungen
British Academy Film Award
- 1991: Nominierung als Bester nicht-englischsprachiger Film (Milch und Schokolade)
- 1994: Nominierung als Bester nicht-englischsprachiger Film (Ein Herz im Winter)
- 1997: Auszeichnung als Bester nicht-englischsprachiger Film (Ridicule – Von der Lächerlichkeit des Scheins)
- 2010: Nominierung als Bester nicht-englischsprachiger Film (Coco Chanel – Der Beginn einer Leidenschaft)

César
- 2013:	Nominierung als Bester Film (Camille – Verliebt nochmal!)

Europäischer Filmpreis
- 1993: Nominierung als Europäischer Film des Jahres (Ein Herz im Winter)

Oscar
- 2021: Nominierung als Bester Film (The Father)